# Luzy
Luzy é uma comuna francesa na região administrativa de Borgonha-Franco-Condado, no departamento Nièvre. Estende-se por uma área de 41,76 km². É banhada pelo rio Alène. Em 2010 a comuna tinha 2 017 habitantes (densidade: 48,3 hab./km²).